# Три банани
«Три банани» (рос. Три банана) — радянський мальований мультиплікаційний фільм 1971 року, що був знятий на студії «Союзмультфільм».
Мультфільм знятий за мотивами казкової повісті Зденека Слабкого про пригоди хлопчика на казкових планетах.

## Сюжет
Хлопчик Петрик зустрічає Чарівника, погоджується з його проханням принести три банани і на неробочому зачарованому ліфті, пробивши дах, відлітає в Казку.
Отримавши від Капітана корабля «Мрії» літаючий самокат, хлопчик літає на ньому з планети на планету в пошуках бананів.
Петрик дістає три чарівних банани, виручаючи мешканців різних планет від влади Чорної Дами.

## Виробництво
Як і в мультфільмах «Русалонька», «Синій птах», у фільмі був застосований фотоколаж як технологічне новаторство при виготовленні фонів.

## Видання на відео
У середині 1990-х років мультфільм був випущений на касеті VHS (система PAL) у збірниках кращих радянських мультфільмів Studio PRO Video, студії «Союз-Відео».